# 都市奇幻
都市奇幻（英語：Urban fantasy）是設定於都市場景的奇幻類型。該類型的作品主要設定於現實世界中，並常有著魔法、外來種族的到來、神話生物的發現、人與超自然存在的共存或衝突以及其他為都市生活帶來的變化等情節。
都市奇幻和當代奇幻不同，因為當代奇幻不一定設定於都市場景。

## 代表作品

### 電視劇
- 《魔法奇兵》（1997年）
- 《妖女迷行》（2010年）
- 《格林》（2011年）
- 《英國恐怖故事》（2014年）
- 《闇影獵人》（2016年1月12日）
- 《魔鬼神探》（2016年1月25日）
- 《詭魅海妖（英语：Siren (TV series)）》（2018年）
- 《嘉年華大街》（2019年8月）（Amazon）
- 《黑暗元素》（2019年11月）（BBC + HBO）
- 《地獄風暴》（2020年）
- 《一猎钟情（英语：First Kill (TV series)）》（2022年6月）（Netflix）
- 《夜訪吸血鬼（英语：Interview with the Vampire (TV series)）》（2022年10月）
- 《洛克靈異偵探社》（2023年）（Netflix英國）
- 《死亡男孩偵探社（英语：Dead Boy Detectives (TV series)）》（2024年）（Netflix）（《睡魔》衍生劇）

#### 待上映
- 《夜行神龍》（Disney+）[5]
- 《獵魔戰記》[6]

### 電影
- 《夜訪吸血鬼》（1994年）
- 《刀鋒戰士系列電影》（1998年–2004年）
- 《決戰異世界》（2003年）
- 《血世紀》（2009年）
- 《魔法師的學徒》（2010年）
- 《獵魔教士》（2011年）
- 《天使聖物：骸骨之城》（2013年）
- 《科學怪人：屠魔大戰》（2014年）
- 《獵巫行動：大滅絕》（2015年）
- 《光靈》（2017年）（Netflix）
- 《暗夜獠牙（英语：Night Teeth）》（2021年）（Netflix）
- 《打卡獵人》（2022年）（Netflix）

### 動畫
- 《夜行神龍》（1994年）

## 另見
- 當代奇幻